# Register svetovnega spomina
Register svetovnega spomina je imenik kot del programa Memory of the World, ki ga je UNESCO ustanovil leta 1992, »da bi se ohranila dokumentarna dediščina človeštva«. Ta program je zasnovan tako, da se zagotovi prost dostop do pomembnih dokumentov in ohranjanje dokumentarne dediščine.
Leta 1997 so bili v register vpisani prvi dokumenti, vključno dragocene knjižne zbirke, rokopisi, partiture, unikati, slike, zvočni in filmski dokumenti, »ki predstavljajo kolektivni spomin ljudi v različnih državah po svetu«.  Imenovanje ni finančno podprto, vendar pa je treba razumeti da se domača država zavezuje - tako kot pri drugih programih svetovne dediščine - da z nominacijo zagotavlja mednarodni skupnosti »ohranjanje in dostopnost« zadevne dokumentarne dediščine. 
Program Memory of the World nadaljuje z Listino za ohranjanje digitalne dediščine 2003 (nemško Charta zum Erhalt des Digitalen Kulturerbes) , v zvezi z vprašanjem dolgoročnega ohranjanja digitalnih dokumentov, kot tudi če so na voljo le digitalni materiali.
Države lahko imenuje do dva dokumenta za nov vnos v seznam, odločitev o vključitvi odloči mednarodni svetovalni odbor vsaki dve leti.  Trenutni seznam svetovne kulturne dediščine vključuje 407 dokumentov (vključno leto 2017).
Za seznam predmetov, navedenih v dokumentih svetovne dediščine po državah glej 